# Кайнарбулацький сільський округ (Сайрамський район)
Кайнарбула́цький сільський округ (каз. Қайнарбұлақ ауылдық округі, рос. Кайнарбулакский сельский округ) — адміністративна одиниця у складі Сайрамського району Туркестанської області Казахстану. Адміністративний центр — село Касимбек-датка.
Населення — 10289 осіб (2021; 10259 у 2009, 8971 у 1999, 7563 у 1989).
Станом на 1989 рік існувала Кайнарбулацька сільська рада (села 17 Партз'їзд, 40 літ Октября, Кайнарбулак, Карла Маркса, Крупське, Леніно, Ошакти, Совєтське, Чиркіно, селище Прудхоз). Село Кайнарбулак було приєднане до складу міста Шимкент 2013 року разом з територію площею 77,29 км². 2020 року зі складу сільського округу було передано 1,45 км² території до складу Кутариського сільського округу.

## Склад
До складу округу входять такі населені пункти:
| Населений пункт      | Колишні назви                      | Населення, осіб (1989) | Населення, осіб (1999) | Населення, осіб (2009) | Населення, осіб (2021) |
| -------------------- | ---------------------------------- | ---------------------- | ---------------------- | ---------------------- | ---------------------- |
| Асіларик, село       | Крупське, імені Крупської, Кизилсу | 769                    | 1035                   | 1287                   | 1301                   |
| --кошара Саяжай      | -                                  | -                      | -                      | -                      | 12                     |
| --кошара Махмудова   | -                                  | -                      | -                      | -                      | 1                      |
| Касимбек-датка, село | Совєтське                          | 2815                   | 3788                   | 4342                   | 4584                   |
| --17 Партз'їзд, село | XVII Партз'їзд, Кумишбулак         | 849                    | -                      | -                      | -                      |
| Курлик, село         | 40 літ Октября, Сийким             | 622                    | 812                    | 881                    | 937                    |
| --кошара Саяжай 1    | -                                  | -                      | -                      | -                      | 12                     |
| Ошакти, село         | -                                  | 359                    | 433                    | 531                    | 499                    |
| Сариарик, село       | Леніно, Кумиш                      | 285                    | 297                    | 358                    | 288                    |
| --Колькораси 1       | -                                  | -                      | -                      | -                      | 5                      |
| --Колькораси 2       | -                                  | -                      | -                      | -                      | 7                      |
| --Колькораси 3       | -                                  | -                      | -                      | -                      | 9                      |
| Таскешу, село        | Карла Маркса, імені Карла Маркса   | 506                    | 977                    | 1066                   | 863                    |
| --кошара Байгараєва  | -                                  | -                      | -                      | -                      | 11                     |
| --кошара Гаражаєва   | -                                  | -                      | -                      | 1                      | 4                      |
| Тоган, село          | Прудхоз                            | 148                    | 130                    | 180                    | 147                    |
| --Булаккора 1        | -                                  | -                      | -                      | -                      | 6                      |
| --Булаккора 2        | -                                  | -                      | -                      | -                      | 8                      |
| Чиркіно, село        | -                                  | 1210                   | 1499                   | 1613                   | 1595                   |